# Carmel Winery
Carmel Winery (en hébreu : יקבי כרמל) est un vignoble et un domaine viticole israélien.
Fondé en 1882 par Edmond James de Rothschild, il exporte dans plus de 40 pays. C’est la plus grande cave d’Israël avec une part de marché locale d’environ 50 %.

## Généralités
Carmel Winery produit principalement du vin, du brandy et du jus de raisin. C’est le principal producteur de vin en Israël puisqu’il produit environ la moitié du vin présent sur le marché israélien et un des plus gros producteurs de vin parmi les pays de l’est de la Méditerranée. C’est le premier et plus ancien exportateur de vin, brandy et jus de raisin du pays et aussi le plus gros producteur de vin casher du monde. 
Vine-growers Union et l’Agence Juive pour Israël sont les propriétaires de Carmel Winery à, respectivement 75 % et 25 %. Sa société mère est la Société Coopérative Vigneronne des Grandes Vaces Richon Le Zion & Zikhron Ya’akov Ltd (S.C.V.)
L’entreprise est propriétaire des deux plus grosses caves  israéliennes (Rishon Le Zion et Zikhron Yaakov) ainsi que deux caves Yatir Winery (propriétaire à 50 %) et Kayoumi Winery,. De plus, l’entreprise possède 1 400 hectares (3 472 acres) de vignes en Israël.
Carmel a une production qui atteint 15 millions de bouteilles par an et ses profits à l’export vont jusqu’à 5 millions de dollars US sur 40 pays.

## Histoire
Lorsque les colons de la Première Aliyah, des juifs d’Europe de l'Est qui ont immigré en Palestine dans la seconde moitié du XIXe siècle, ont eu du mal à cultiver la terre à cause de leur manque d’expérience et les caractéristiques de la terre, ils ont demandé du soutien extérieur pour implanter des vignobles et caves. Leurs représentants voyagèrent en France et rencontrèrent le Baron Edmond de Rothschild, propriétaire du Château Lafite. En tant que sioniste, Rothschild fournit une assistance morale et financière aux colons. Les premiers vignobles furent plantés près de Rishon Letsion, au Sud-Est de Jaffa. En 1882, des porte-greffes français furent importés et le Baron envoya ses propres spécialistes du vin pour conseiller les pionniers dans leur entreprise. La construction commença par une large cave à vin à Rishon LeZion. Plus tard, une seconde cave fut implantée à Zikhron Yaakov, situé au mont Carmel juste au sud de Haïfa.
En 1895, Carmel Wine Co fut fondé pour exporter les vins de Rishon LeZion et Zikhron Yaakov, dans un premier temps en Pologne puis en Autriche, Grande-Bretagne et aux États-Unis d’Amérique. En 1902, Carmel Mizrahi fut fondé en Palestine pour vendre et distribuer du vin dans les villes de l’Empire ottoman.
En 1896, le premier vin Carmel fut présenté à la Grande Exposition Industrielle de Berlin à un pavillon spécial consacré à l’industrie de la colonie juive en Palestine. Plus d’une centaine de milliers de personnes visitèrent cette exposition, regardèrent les produits et dégustèrent un verre de vin Rishon LeZion. Un an après, une exposition mondiale du jardinage eut lieu à Hambourg où les colons juifs producteurs de vin furent bien reçus. Le vin Rishon LeZion gagna une médaille d’or à l’Exposition universelle, 1900 qui se déroula à Paris.
En 1906, les vignerons et les managers des deux caves forment la « Société Coopérative Vigneronne des Grandes Caves, Richon le Zion and Zikhron Jacob Ltd. ».
Il est intéressant de savoir que beaucoup de figures historiques d’Israël ont travaillé dans les vignes et les caves. Les deux figures les plus célèbres sont le premier Premier Ministre d’Israël, David Ben Gourion et son successeur, Levi Eshkol.
Durant les premières décennies du 20e siècle, le commerce du vin explosa. Des branches de Carmel Wine Co. ouvrirent à Damas, au Caire, Beyrouth, Berlin, Londres, Varsovie et Alexandrie et les ventes augmentèrent, particulièrement durant la Première Guerre mondiale lorsque les troupes alliées passèrent par la Palestine. Cependant, le commerce chutant rapidement une fois la guerre finie. L’industrie perdit son principal marché en Russie à cause de la Révolution d'Octobre, aux États-Unis d’Amérique à cause de la prohibition  et en Égypte et Moyen-Orient à cause du nationalisme arabe. Les pieds de vigne furent déracinés et replantés avec des citronniers.
Malgré tout, durant la Seconde Guerre mondiale, l’industrie recommença à croître et avec les vagues de migrants, les habitudes de consommation de vin changèrent graduellement. En 1957, les biens du Baron Edmond de Rothschild sont passés de deux caves à la Coopérative des Vignerons, la Société Coopérative Vigneronne des Grandes Caves, plus connu en Israël sous le nom de Carmel Mizrahi et connu à travers le monde sous le nom Carmel.
Durant plusieurs années après la fin de la guerre, la production de Carmel était concentrée sur les vins doux utilisés pour les sacrements. Cependant, avec l’émergence de nouveaux pays dans la production du vin, les fabricants de vin israélien  recherchèrent de nouvelles variétés de raisin. Ainsi en 1971, le cabernet sauvignon et le sauvignon blanc, première variété de vin en Israël, furent présentés sur le marché des États-Unis d’Amérique.
Dans le début des années 1980, l’industrie du vin en Israël connut des moments difficiles mais durant la seconde moitié de la décennie, le vin devint plus populaire. La demande de vin de qualité fit énormément augmenter le nombre de variétés de raisin avec l’apparition de nouvelles régions de culture et l’amélioration des techniques de fermentation et de production.
Durant les quelques années, des nouvelles caves modernes furent construites, les caves existantes furent rénovées et une nouvelle équipe de jeunes vignerons fut engagée. La recherche d’une constante amélioration fait aujourd’hui partie du processus de fabrication de la coopérative.
En 2003, Carmel accepta de sponsoriser Carmel Trophy for Best Eastern Mediterranean Producer (Trophée Carmel pour le meilleur producteur de l’est de la Méditerranée) à l’I.W.S.C. (Compétition Internationale de vin et spiritueux, International Wine and Spirit Competition) de Londres. En 2004, Peter Stern (ancien employé de Mondavi et Gallo) fut nommé consultant de la fabrication du vin. La même année, Carmel fonda « Handcrafter Wines of Israël » (Vin artisanal d’Israël).
Exportant dans plus de 40 pays, les produits de Carmel peuvent se retrouver dans les magasins de vin et les chaînes de magasins à travers le monde.

## Caves
La première cave Carmel et le siège social est la Cave Rishon LeZion située dans la ville de Rishon LeZion. Elle fut fondée en 1890 par le Baron Edmond de Rothschild, ce qui fait d’elle le plus vieux bâtiment industriel encore utilisé en Israël. La cave est la plus grande cave d’Israël en termes de production de vin, de spiritueux et de jus de raisin. Ce fut le premier établissement d’Israël à installer l’éléctricité et le téléphone, et c’est ici que travaillait le premier Premier Ministre Israélien David Ben Gourion. Des rénovations eurent lieu dans les années 1990.

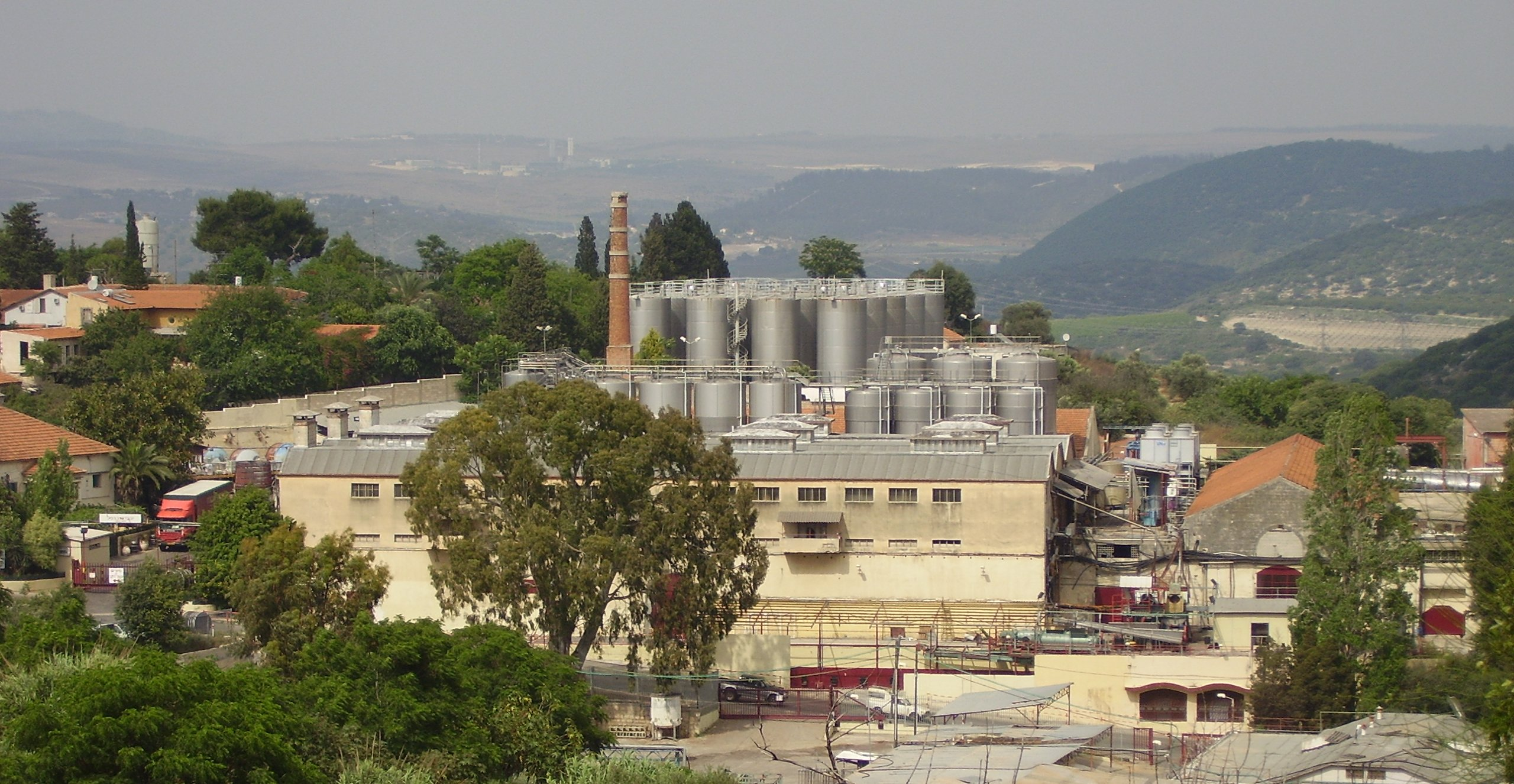
Cave Carmel Mizrahi à Zikhron Yaakov

La seconde cave Carmel est la Cave Zikhron Yaakov. Situé à Zikhron Yaarkov, elle est utilisée pour la production de vin et du mélange de l’huile d’olive. Elle fut construite en 1892 par le Baron Edmond de Rothschild. La cave est la plus grande cave d’Israël en termes de raisins reçus lors de la récolte. En 2003 y fut construite une nouvelle boutique ainsi qu’une micro-cave pour la recherche et le développement.
Yatir Winery (Cave Yatir) est une petite cave construite en 2000 avec un matériel de pointe qui reçoit les raisins uniquement de ses vignes. La cave est située à Tel Arad, un site archéologique de 3000ans d’histoire, dans le nord-est de Néguev. La cave était Coentreprise  entre Carmel (50 %) et les vignerons locaux de la région de Ga’ash (50 %). La Cave Yatir appartient maintenant uniquement à Carmel Winery. Ses vignes sont situées dans la Forêt de Yatir (Yatir Forest), dans le sud des Monts de Judée.
Une autre cave récente est Ramat Dalton, situé à Ramat Dalton, dans la Haute Galilée. Elle fut construire en 2004 et utilise les raisins des vignes de la haute Galilée et du Plateau du Golan.

## Vignobles
Les Caves Carmel possèdent de nombreux vignobles en Israël, de la Galilée (région) et du Plateau du Golan dans le nord jusqu’à Neguev dans le sud. Ces vignobles incluent certains des meilleurs vignobles individuels du pays. En moyenne, Carmel récolte environ 25 000 tonnes de raisin, correspondant à environ 50 % de la récolte israélienne. Les régions de culture sont spécifiées sur l’étiquette des vins exportés.
Dans la Galilée et à Golan, généralement acceptés comme les meilleures régions pour cultiver le raisin en Israël grâce à leur haute altitude et un climat plus frais, les vignobles Carmel se concentrent sur la qualité de pousse des raisins. Carmel possède des vignobles dans le centre et le nord du Plateau de Golan et c’est la cave la plus présente dans la haute Galilée. Les raisins des meilleurs vignobles vont à la Cave Ramat Dalton.
Les régions côtières de Sharon (région) et des plaines côtières sont les régions traditionnelles de culture du raisin, régions où les vignes de Carmel furent plantées à l’origine. Dans le nord des plaines Sharon, la plus grande région viticole israélienne, bénéficiant de la hauteur du Mont Carmel et les brises de la Mer Méditerranée, Carmel possède de larges parcelles viticoles. La principale concentration de vignobles est dans les vallées aux alentours de la ville de Zikhron Yaakov et Binyamina. C’est la plus grande région pour Carmel puisqu’elle entour la Cave Zikhron Yaakov. En 2008 fut annoncé qu’un parc viticole de 0,61 km2 (150 acres) sera créé sur les pistes entre Zikhron Yaakov et Binyamina pour promouvoir le tourisme dans cette région et l’œnotourisme en Israël.
La plaine côtière centrale (aussi connu comme Gush Dan) et les collines de Shéphélah sont les secondes côtes où le raisin est traditionnellement cultivé. C’est la seconde plus large région de culture de vignes en Israël puisqu’elle bénéficie du climat méditerranéen : étés chauds et humides, des hivers doux. C’est une large région pour Carmel et fournit la Cave Rishon LeZion.
Dans les collines de Judée, une zone ayant un rendement élevé de raisin de haute qualité grâce aux journées chaudes et aux nuits fraiches, Carmel a ses meilleurs vignobles dans la forêt de Yatir, la plus grande forêt d’Israël. Ces vignobles, qui sont à une altitude de 900 mètres, fournit du raisin pour la boutique de la Cave Yatir.
Carmel est pionnière dans la région de Neguev, une région autrefois populaire pour la culture des vignes, avec son vignoble Ramat Arad de haute qualité situé dans le nord-est du plateau de Neguev, 500.